# Coelioxys mielbergi
Coelioxys mielbergi är en biart som beskrevs av Morawitz 1880. Coelioxys mielbergi ingår i släktet kägelbin, och familjen buksamlarbin. Inga underarter finns listade i Catalogue of Life.